# Déontologie du journalisme
 (décembre 2020).
La déontologie du journalisme est l'ensemble des normes auxquelles les journalistes devraient au minimum s'astreindre. On trouve la « vérité, la rigueur et l'exactitude, l'intégrité, l'équité et l'imputabilité ». Sa définition varie selon les pays.
En Europe, elle est encadrée par trois textes de référence : la Déclaration des devoirs et des droits des journalistes, dite Charte de Munich, qui a été approuvée par les syndicats de journalistes des six pays membres de la CEE en 1971, plus ceux de la Suisse et de l'Autriche ;  la Charte d'éthique professionnelle des journalistes, rédigée en 1918 par le Syndicat National des Journalistes et modifié en 1938 et 2011 ; et la Charte d’éthique mondiale des journalistes de la Fédération internationale des journalistes (FIJ), adoptée en 2019 à Tunis. Ces trois chartes sont consultables sur le site du Conseil de déontologie journalistique et de médiation (CDJM). Certaines sociétés de presse ont rédigé leur propre charte « maison », qui ne s'applique que dans leurs murs. Les règles de déontologie sont, dans le journalisme, essentiellement déclaratives, et elles ne sont donc sanctionnées par aucune juridiction.
Selon les pays, les règles déontologiques peuvent aussi bien concorder avec le droit de la presse que s'y opposer. Le respect de la personne peut par exemple conduire à s'abstenir de prendre une photographie ou d'écrire un article, même quand le droit le tolère. Les chartes de déontologie promues par les syndicats de journalistes insistent sur la vérification des faits. Le principe de la liberté de l'information et d'expression impose de s'opposer à toute censure, fût-elle appuyée par le droit en vigueur. Un des principes importants, la protection des sources d'information, s'oppose à la loi de certains pays, mais le droit européen, souverain en la matière, s'est imposé.

## Définition
Pour Marc-François Bernier, professeur à la Faculté des arts de l'Université d'Ottawa, « la vérité, la rigueur et l'exactitude, l'intégrité, l'équité et l'imputabilité » constituent les « piliers normatifs du journalisme » et la « déontologie prescrit des devoirs professionnels qui font l'objet d'un consensus pour un grand nombre de situations ». Selon lui, la déontologie contribue à protéger les journalistes des manœuvres de propagande, de promotion et de désinformation et les incite à s'en méfier.
Une autre définition est offerte par José Maria de Santes Guater, dans El autocontrol de la información   (« L’autocontrôle de l'information »). Selon lui, la déontologie « est un groupe systématique de normes minimes qu’une activité professionnelle spécifique établit et reflète une éthique commune majoritaire de ces membres », même si pour aller de l’avant, « cette dernière ne peut s’opposer aux conceptions éthiques individuelles ».
En France, à la différence de professions indépendantes comme les médecins, l'éthique du journalisme concerne des salariés, les journalistes pigistes ayant eux-mêmes le statut de salariés. C'est parce que le journalisme est un travail d'équipe, où l'on discute du choix et du traitement des sujets, en se faisant relire, que sa déontologie peut jouer un rôle de contrainte malgré l'absence d'organe de contrôle. Tout candidat qui se présente à l'élection à la Commission de la carte de presse doit se référer à l'une ou l'autre des trois chartes reconnues par les syndicats de journalistes.
Ces règles s'appliquent à la mission du journaliste : devoir d'informer, respect du lecteur, intérêt public, droit de savoir. Elles contribuent à sa crédibilité au même titre que l'indépendance à l'égard des pouvoirs politiques et économiques, le respect de la vie privée et la protection des sources d'information des journalistes.

## Histoire
La question de la déontologie des journalistes est apparue avec la professionnalisation au début du XXe siècle. En France, les fondateurs du Syndicat national des journalistes ont rédigé en 1918 la Charte des devoirs professionnels des journalistes français, révisée en 1938 et en 2011. En 1971, tous les syndicats de journalistes français existant alors ont participé à la rédaction de la « Déclaration des devoirs et des droits des journalistes », souvent nommée Charte de Munich, qui a été adoptée par les syndicats de journalistes de la Communauté européenne, de Suisse et d’Autriche. Elle a été reprise par plusieurs organisations internationales de journalistes. Enfin, la « Charte d’éthique mondiale des journalistes » a été adoptée lors du 30e congrès mondial de la Fédération internationale des Journalistes (FIJ) à Tunis, le 12 juin 2019. Elle complète le Code de principes de la FIJ sur la conduite des journalistes (1954), dit «Déclaration de Bordeaux», notamment en tenant compte de l'évolution des technologies (web-journalisme). Cette charte et la charte de Munich sont la référence pour le SNJ-CGT, FO, la CFTC, et l'USJ CFDT. Le SNJ les reconnaît aussi mais leur préfère la charte de 1918 (souvent dite "charte du SNJ" puisque seul ce syndicat existait à cette époque), pour tenir compte en particulier des impératifs de Protection des sources d'information des journalistes. Les syndicats français de journalistes réclament l'annexion de ces textes à la Convention collective nationale de travail des journalistes. Il existe aussi des chartes déontologiques propres à certaines entreprises (par exemple en France pour Ouest-France, Le Monde et France Télévisions).
Lors des débats sur la loi du 29 mars 1935 créant un statut de journaliste professionnel et instaurant la Commission de la carte d’identité des journalistes professionnels, le rapporteur, le député de l’Aube Émile Brachard, affirmait alors que « l'établissement de la carte d'identité aidera puissamment à l'organisation méthodique d'une profession longtemps demeurée dans l'anarchie ».

## Textes par pays

### Charte des journalistes français de 1918, 1938 et 2011
Publiée en juillet 1918 et révisée en janvier 1938, puis en 2011, elle a été rebaptisée « Charte d’éthique professionnelle des journalistes », pour souligner qu'elle désigne des droits et des devoirs à la fois.
Alors que le texte initial imposait seulement au journaliste de « garder le secret professionnel », la version de 2011 y ajoute le droit et le devoir de la protection des sources d'information des journalistes. Ses principes et règles éthiques engagent chaque journaliste, quelles que soient sa fonction, sa responsabilité au sein de la chaîne éditoriale et la forme de presse dans laquelle il exerce.
Selon le texte, le journaliste doit considérer la calomnie, les accusations sans preuves, la déformation des faits, l'intention de nuire, la manipulation et le mensonge comme « les plus graves fautes professionnelles ». Il s'interdit d'être payé par un service public ou par une entreprise privée qui pourrait profiter de sa qualité de journaliste, de ses influences, et de ses relations ni « confondre son rôle avec celui du policier ou du juge ». Il ne doit d'ailleurs jamais signer de son nom des publicités ni s'abriter derrière la liberté de la presse « dans une intention intéressée ». Enfin, ses articles doivent être originaux et citer les confrères s'ils s'en inspirent.
A contrario, un journaliste « digne de ce nom » selon cette charte, tient l’esprit critique, la véracité, l’exactitude, l’intégrité, l’équité et l’impartialité pour les piliers de l’action journalistique.

### Charte mondiale d’éthique des journalistes
La Charte d’éthique mondiale des journalistes de la FIJ (Fédération internationale des journalistes) a été adoptée lors du 30e congrès mondial de la FIJ à Tunis, le 12 juin 2019. Elle complète le Code de principes de la FIJ sur la conduite des journalistes (1954), dit «Déclaration de Bordeaux».
La Charte repose sur des textes majeurs du droit international, notamment la Déclaration universelle des droits de l’homme. Elle contient un Préambule et 16 articles et précise les droits et les devoirs des journalistes en termes d’éthique.

### Code déontologique de la presse pour les enfants (France)
En France, la loi du 16 juillet 1949 sur les publications destinées à la jeunesse se proposait de réagir contre l'influence de certaines bandes dessinées importées pendant l'entre-deux-guerres et contre l'ambiance de désordre née de la Deuxième Guerre mondiale.
La loi disposait que « les publications, périodiques ou non, qui par leur caractère, leur présentation ou leur objet apparaissent comme principalement destinées aux enfants et adolescents ne doivent admettre aucune illustration, aucun conte, aucune chronique, aucun épigraphe, aucune insertion qui présente favorablement le vandalisme, le mensonge, le vol, la paresse, la lâcheté, la haine ou quelconque acte qualifié de crime ».
La Commission de surveillance et de contrôle des publications destinées à la jeunesse, instituée pour veiller à la bonne application de la loi, émit l'opinion qu'il était nécessaire de « réhumaniser les personnages, de les valoriser intellectuellement et moralement, de faire intervenir émotions et sentiments de sympathie, de représenter la valeur du travail, de la famille, y de céder la place à la vie honnête, au bonheur et à la joie »[réf. nécessaire].

### Charte européenne des devoirs et des droits des journalistes de 1971
La charte de Munich adoptée le 24 novembre 1971, par les syndicats de journalistes des pays de la Communauté économique européenne. Ce texte définit dix devoirs et cinq droits fondamentaux.
Ses auteurs, les syndicats de journalistes, l'ont rédigée avec l'objectif qu'elle devienne opposable en droit, par une annexion à la convention collective de la profession. Ils craignent que le texte ne reste qu'une déclaration, même si la jurisprudence sociale a commencé à le prendre en compte comme un code de déontologie, tant il fait autorité auprès des salariés.
Ce texte précise en préambule que « le droit à l’information, à la libre expression et à la critique est une des libertés fondamentales de tout être humain » et que « la responsabilité des journalistes vis-à-vis du public prime toute autre responsabilité, en particulier à l’égard de leurs employeurs et des pouvoirs publics ».
Le texte distingue d'une part dix devoirs et d'autre part cinq droits, en précisant que tous concernent aussi bien les journalistes que leurs employeurs.
Parmi les dix devoirs, le respect de la vérité et de la vie privée, l'impératif de ne publier que des informations « dont l’origine est connue » ou accompagnées de réserves, l'obligation de « rectifier toute information qui se révèle inexacte », de « ne pas divulguer la source des informations obtenues confidentiellement », de "ne jamais confondre le métier de journaliste avec celui du publicitaire ou du propagandiste" et de refuser les pressions comme « les consignes, directes ou indirectes, des annonceurs ».
Parmi les cinq droits cités par ce texte, la possibilité d'avoir un « libre accès à toutes les sources d’information » et d’enquêter « librement » sans se voir opposer le « secret des affaires publiques ou privées », sauf exception clairement justifiée.
Il prévoit que le journaliste salarié, mensualisé ou à la pige, puisse refuser d'accomplir un acte professionnel ou d'exprimer une opinion « qui serait contraire à sa conviction ou sa conscience ».
La Charte européenne des devoirs et des droits des journalistes de 1971 est un ensemble de règles générales qui assure un tronc communs de droits et devoirs à tous les journalistes mais ne précise rien concernant certains conflits d'intérêts, où sont apparus des principes de bon sens comme en France la jurisprudence Anne Sinclair concernant ceux résultant de l'exercice simultané de hautes responsabilités politiques et journalistiques au sein d'un couple.

## Instances de régulation

### Belgique
Le Conseil de déontologie journalistique (CDJ), créé en 2009, exerce les fonctions d’information, de médiation et de régulation des médias francophones et germanophones de Belgique.

### France
Le Conseil de déontologie journalistique et de médiation (CDJM), association loi de 1901 française créée le 2 décembre 2019, a un rôle d’autorégulation et de médiation entre les journalistes, les médias, les agences de presse et les publics sur toutes les questions relatives à la déontologie journalistique. Composé à parts égales de journalistes professionnels, d'éditeurs de médias et de représentants d'associations citoyennes, il peut être saisi en cas d'atteinte supposée aux bonnes pratiques journalistiques, et délivre des avis sans valeur contraignante.

## Rôle de la commission de la carte de presse (France)
La carte de presse en France a été créée par un décret d'application de la Loi Brachard, votée à l'unanimité en 1935 après les révélations tardives sur l'affaire Arthur Raffalovitch, au cœur du scandale des emprunts russes. Elle est délivrée par une commission de la carte d'identité de journaliste professionnel, dite commission de la carte de presse, où siègent 8 journalistes élus à bulletins secrets et 8 représentants des employeurs.
Habituellement discrète sur ses travaux, la CCIJP a lancé l'Appel du 4 février 1992, en réaction aux « dérapages » commis par certains médias envoyant des reporters « embarqués » par l'armée américaine, pour la couverture de la guerre du Koweït, qui transformaient les reportages en propagande de guerre. Cette réaction est une « première » dans l'histoire de la CCIJP. Elle survient juste après « l'affaire PPDA », qui avait violé la déontologie du journalisme en proposant une interview truquée de Fidel Castro. Le trucage est démontré en janvier 1992 par le magazine Télérama puis par le journaliste Pierre Carles. Il consistait à monter l'interview pour faire croire que Patrick Poivre d'Arvor s'entretient avec le leader cubain alors que les « réponses » aux questions – posées en fait par d'autres journalistes, notamment l'Argentine Claudia Nye – ne sont que des extraits d'une conférence de presse de Castro.
Quelques jours plus tard, la commission a adopté à l’unanimité un communiqué déclarant que « face au discrédit dont les médias font l’objet dans l’opinion publique, si l’on en croit les sondages, et compte tenu des conditions de plus en plus scabreuses qui président à la collecte de l’information », elle appelle ses quelque 27000 ayants droit à la plus grande vigilance. « La Commission de la carte estime de son devoir d’appeler solennellement les éditeurs et les journalistes, chacun selon ses responsabilités, à conjuguer leurs efforts pour donner un coup d’arrêt à cette dangereuse dérive », affirme le texte.
Cet appel suscita la critique d’un certain nombre de patrons de presse, dont celle de Jean Miot, directeur délégué du Figaro et président du Syndicat de la presse parisienne (SPP).
Toutefois, un journaliste ne peut se voir déchoir de sa carte de presse pour un manquement déontologique ou pour des raisons éthiques.

## Menaces sur la déontologie
Plusieurs phénomènes peuvent mettre en péril les règles déontologiques du journalisme, depuis la politique rédactionnelle imposée par la direction d'une publication jusqu'à l'exigence de productivité et de rentabilité qui peut mener les journalistes à négliger certaines précautions indispensables, par exemple sur le respect de la vie privée, la vérification des sources et même celle des faits. Ces risques ont amené les syndicats de journalistes à réclamer en plus de l'indépendance des rédactions l'annexion automatique des chartes de déontologie à la convention collective.
Une autre menace pèse, générée par la montée en puissance des technologies de l'information et leur démocratisation : la concurrence avec les médias alternatifs, en particulier les réseaux sociaux, et le fait que peut s'y exprimer n'importe qui équipé d'un ordinateur et connecté à internet. Ces équipements permettent aux journalistes d’interagir avec les jeunes générations. Les auditeurs peuvent rechercher plus rapidement que les journalistes les faits et les dires antérieures des interviewer ; c’est ce que l’on nomme le fact-checking[pas clair]. Par exemple lors d’un discours politique on peut confronter les discours prononcés à des périodes différentes. On observe donc un lien entre les émissions en direct et le numérique. Certains journalistes s'alarment du fait que ces nouveaux médias ne se préoccupent guère d'éthique, de déontologie et de vérité et qu'ils prennent de l'ascendant sur la presse professionnelle, ouvrant la voie sur toutes sortes de dérives et inaugurant même une nouvelle ère : l'ère post-vérité. Néanmoins certains médias, par la perpétuelle concurrence utilisent des fausses informations aggravantes pour attirer, vendre et faire de l’audience.
La Cour européenne des droits de l’homme a souligné que « la protection des sources d'information des journalistes est l’une des pierres angulaires de la liberté de la presse » et que « des perquisitions ayant pour objet de découvrir la source d’un journaliste constituent – même si elles restent sans résultat – un acte plus grave qu’une sommation de divulgation de l’identité de la source ».

## Résolution du Conseil de l'Europe relative à l'éthique du journalisme
En 1993, le Conseil de l’Europe a adopté la résolution 1003 « relative à l'éthique du journalisme » sous la forme de plusieurs principes éthiques qui « devraient être appliqués par la profession à travers l'Europe ».
Le texte insiste, dans son article 7-16, sur le rôle du pouvoir politique et des entreprises de presse. Il constate que les responsabilités du journalisme procèdent de trois niveaux : éditeurs, propriétaires d'entreprises de presse et journalistes, et qu'il ne suffit pas de garantir la liberté des médias. Il faut aussi sauvegarder et protéger la liberté à l’intérieur de ceux-ci.
Les journalistes sont appelés à respecter la vie privée des individus et la présomption d'innocence, à n'obtenir des informations que « par des moyens légaux et moraux », à rectifier automatiquement et rapidement toutes les informations fausses ou erronées, à éviter toute connivence avec le pouvoir politique qui nuirait à l'indépendance et l'impartialité de leur profession, à ne pas avoir pour objectif principal d'« acquérir du prestige et une influence personnelle ».
Cette résolution souligne aussi qu'« il faut exiger du journaliste une formation professionnelle adéquate » et que, « pour assurer la qualité du travail du journaliste et son indépendance, il faut garantir à celui-ci un salaire digne et des conditions, des moyens et des instruments de travail appropriés ».
La résolution 1003 reste cependant une recommandation, le Conseil invitant les médias à « s'engager à se soumettre à des principes déontologiques rigoureux » et suggérant de « créer des organismes ou des mécanismes d'autocontrôle composés d'éditeurs, de journalistes, d'associations d'utilisateurs des médias, de représentants des milieux universitaires et de juges ».

## Rôle de l'Unesco
Le 21 novembre 1983, l’Unesco, avec la collaboration d’organismes internationaux de journalistes professionnels, approuve un Nouveau Code International de l’Éthique Journalistique, réalisé à partir d'une enquête menée dix ans plus tôt sur les codes d'éthique professionnels des représentants de la presse de 48 pays. Le document de travail, publié en 1974 sous le titre de Collective Consultation on Codes of Ethics for the Mass Media, ne prétendait pas être un code d’éthique, mais plutôt un recensement des principes déontologiques et journalistiques, classé par ordre décroissant selon la répétition de ceux-ci dans les réponses reçues. Cette étude a été à l’origine de nombreuses études sur les codes d’éthique journalistique.
En 1978, l'Unesco organise une série de réunions et de consultations d’organisations de journalistes au Mexique et à Prague. À la suite de ces rencontres, en novembre 1983, l’Assemblée Générale de l'Unesco rédige un code d'éthique qui rencontre un succès mitigé. Le Bureau de la Fédération internationale des journalistes (FIP) estime en effet que le code de l'Unesco n'apporte rien de plus que « les deux textes approuvés par la FIP (Bordeaux, 1954, et Munich, 1971), lesquels sont suffisants. Néanmoins, le Bureau ne s’oppose pas à une discussion avec l’OIP (Organisation Internationale des Journalistes) et avec les organisations internationales en matière de déontologie ».
Une dernière réunion, le 21 novembre 1983, divise les associations : destinée à évoquer la déontologie des journalistes et leur protection lors de missions dangereuses, elle s'orientait vers l’augmentation de la responsabilité sociale et morale qui pèse sur les épaules du journaliste. Le texte intitulé « Principes déontologiques de base de l’éthique du journalisme » a cependant été signé, sans qu'on puisse aujourd'hui en mesurer la portée.

## Charte déclarative
Sabrina Lavric, docteur en droit à l'université de Nancy, a déploré que la déontologie soit purement déclarative et dépourvue de toute sanction organisée par la profession. Selon elle, la « juridiction de ses pairs » qu'évoque la charte du SNJ n'existe pas : « Si par déontologie, on désigne la norme dont l'irrespect produit une sanction par les « pairs », on doit, en matière de journalisme, conclure à son absence… », estime-t-elle, en concluant que cela « masque peut-être le problème majeur de la profession : celui de la connivence – avec les capitaux, le pouvoir, l'audience – et, in fine, celui de la – subtile – ligne de partage entre journalisme et communication… ».
La déontologie des journalistes serait donc davantage une forme de morale, n'engageant que la conscience individuelle et collective, sans sanctions pour assurer son efficacité.
- Les syndicats de journalistes observent qu'il existe bien un pouvoir de sanction (licenciement, mutation, blâme) mais reposant entre les seules mains des employeurs. Pour que ce pouvoir de sanction ne néglige pas les problèmes de déontologie, ils proposent d'annexer la charte de déontologie à la convention collective[source insuffisante].
- Dans l'audiovisuel public, le pouvoir de sanction revient à des commissions paritaires, composées pour moitié de journalistes professionnels. Elles ont plusieurs fois sanctionné des journalistes effectuant des « ménages », c'est-à-dire travaillent comme animateurs au service d'entreprises hors-média[source insuffisante].
- Dans l'audiovisuel privé, le pouvoir de sanction de l'employeur est complété par celui de la commission arbitrale, prévue par la Loi Brachard, composée pour moitié des journalistes professionnels. Lorsque TF1 a licencié un journaliste qui avait annoncé par erreur la mort d'un enfant, la commission arbitrale a estimé que la hiérarchie de TF1 était également responsable, ayant commis une erreur dans la supervision du reportage. Elle a condamné la chaîne, déjà pénalisée par le départ de ce journaliste expérimenté, à lui verser de lourdes indemnités[source insuffisante].